# سحابة عيش الغراب

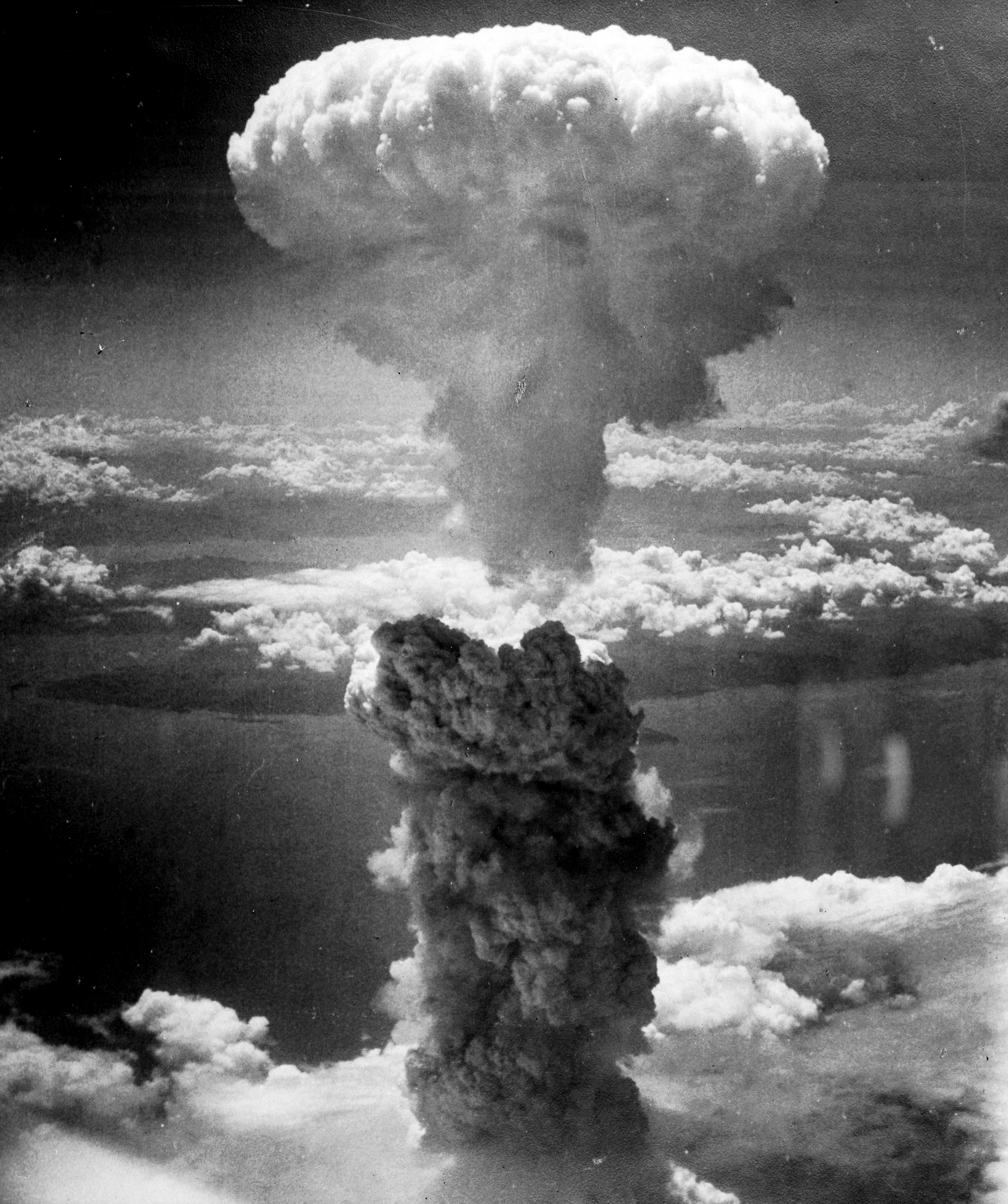
الانفجار الذرى في ناجازاكى باليابان في 9 أغسطس 1945م

سحابة الفطر أو سحابة عيش الغراب (بالإنجليزية: Mushroom cloud)‏ هي سحابة مميزة الشكل حيث تأخذ شكل فطر عيش الغراب "Mushroom"، وتتكون من دخان كثيف ولهب وحطام، الناتج عن انفجار هائل. وفي الغالب يتم الربط بين هذه السحابة والانفجارات النووية، لكن أيّ انفجار كبير بما فيه الكفاية سينتج نفس نوع التأثير. فالثورات البركانية والانفجارات الناتجة عن ارتطام الشهب والنيازك بسطح الأرض (Impact events) يمكنها أن تكون هذه السحابة.

## معرض صور

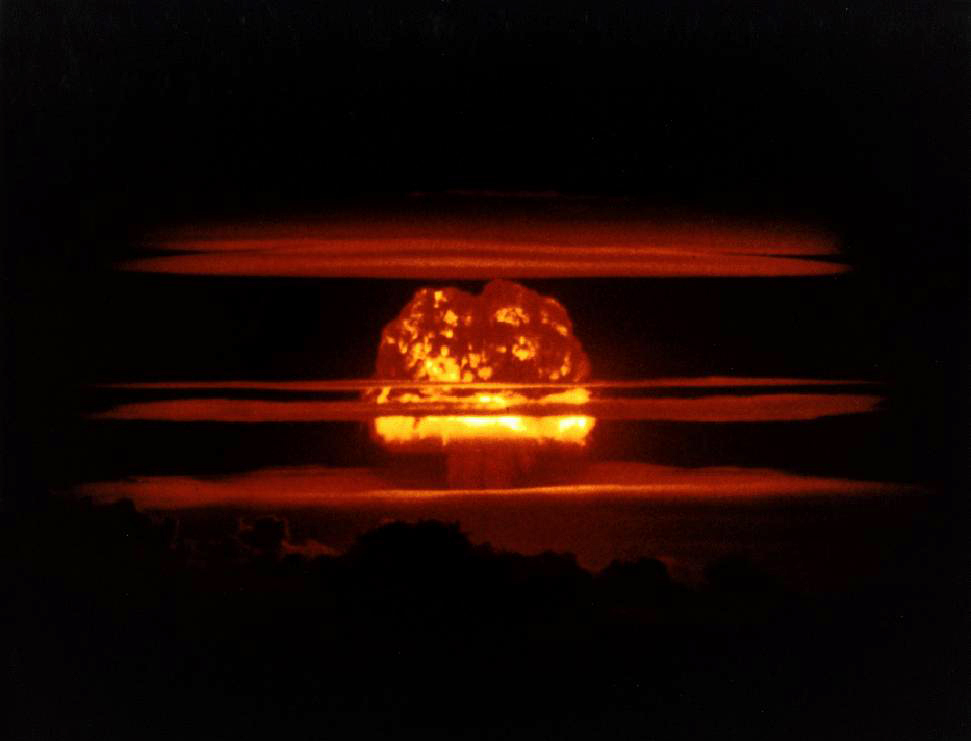
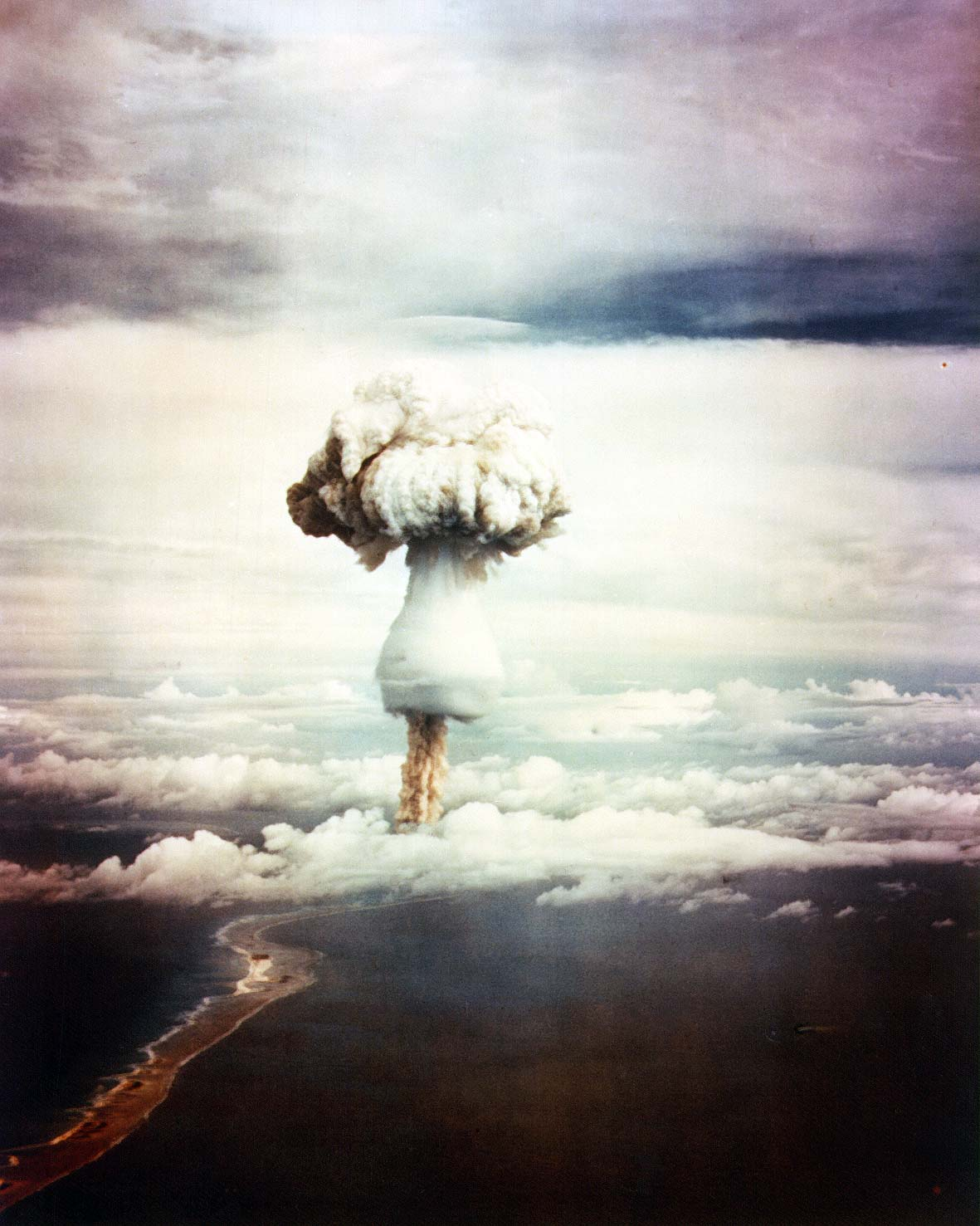
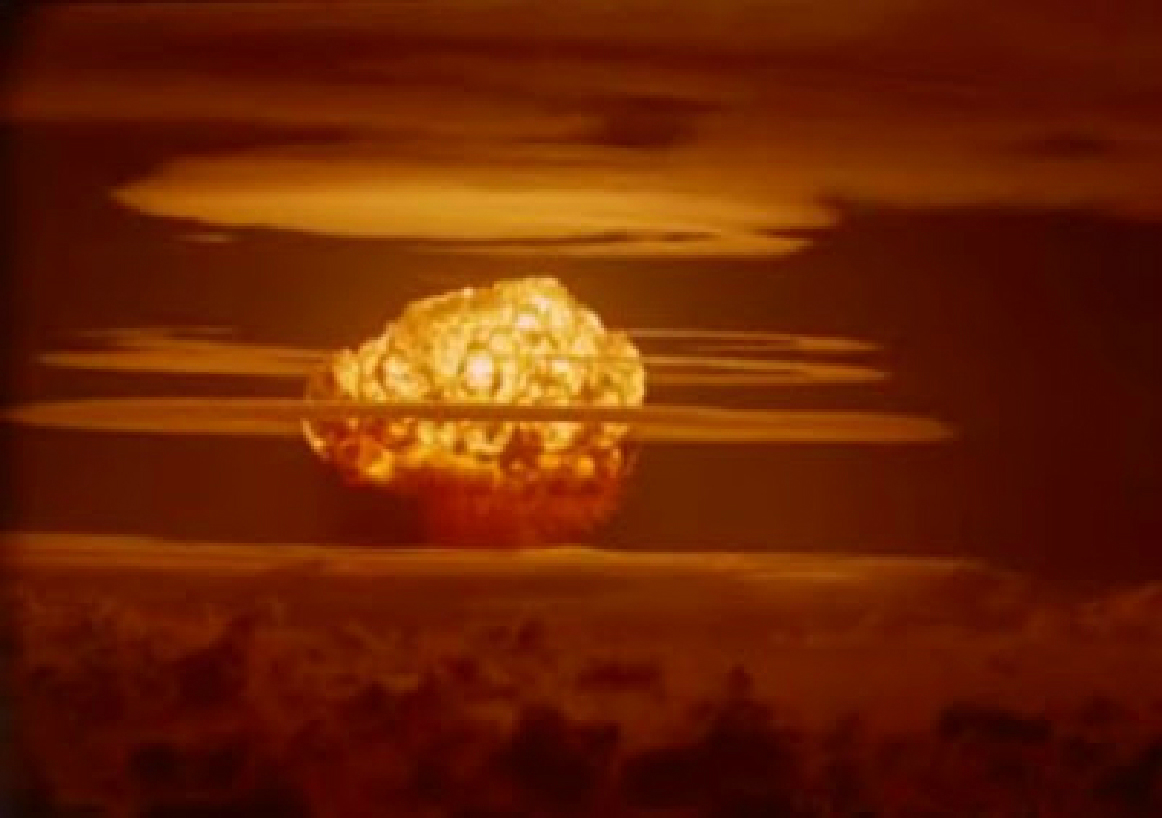
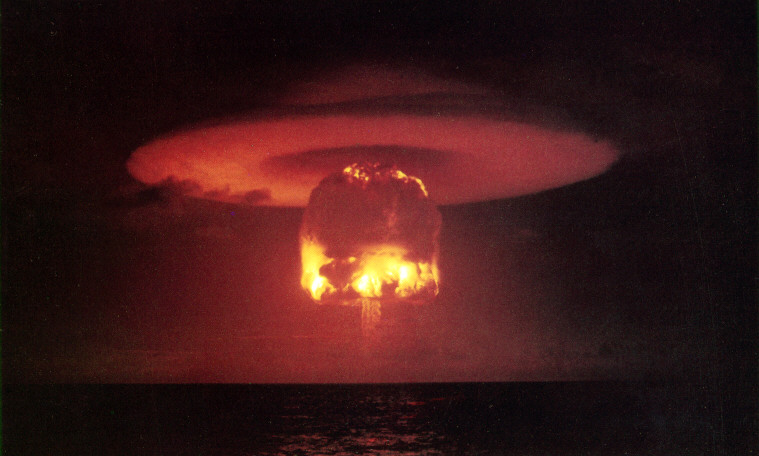